# Річія печериста
Річія печериста (Riccia cavernosa) — вид печіночників родини річієвих (Ricciaceae).

## Поширення
Зареєстрований у Європі, Африці, Азії, Австралії, Північній Америці, Північній Америці.
Це піонер відкритих, постійно вологих або мокрих, піщано-суглинистих ґрунтів і річкової глини.